# Huub Hermans
Jozef Hubert (Huub) Hermans (Vaals, 30 oktober 1898 – aldaar, 16 juni 1978) was een Nederlands politicus. Tot 1940 was hij actief voor de Sociaal-Democratische Arbeiderspartij (SDAP), daarna voor de Communistische Partij van Nederland (CPN).
Hermans groeide op in een rooms-katholiek arbeidersgezin. Hij volgde de lagere school in Vaals tussen 1905 en 1911 en werkte vervolgens als mijnwerker. Vanaf 1931 combineerde hij dit met het lidmaatschap van de gemeenteraad van Vaals voor de SDAP. Tussen 1935 en 1939 combineerde hij zijn werkzaamheden als mijnwerker met het wethouderschap. In 1940 stapte hij over van de SDAP naar de CPN.
In 1946 werd hij wederom gekozen in de gemeenteraad van Vaals. Tussen 1946 en 1948 was hij daarnaast lid van de Provinciale Staten van Limburg en van de Eerste Kamer. In de Eerste Kamer voerde hij het woord over mijnbouw, economische zaken, sociale zaken, volkshuisvesting en verkeer. Tussen 1948 en 1951 was hij lid van de Tweede Kamer en van het partijbestuur van de CPN. Tussen 1946 en 1949 was hij lid van het bestuur van de Bond van de Werknemers in het Mijnbedrijf.
In 1950 werd hij gearresteerd en veroordeeld tot drie maanden gevangenisstraf, vanwege zijn hulpverlening aan een deserteur. Deze hielp hij de grens met België over, ten tijde van de Indonesische Onafhankelijkheidsoorlog. Waarschijnlijk ging het om een opzetje van de Binnenlandse Veiligheidsdienst (BVD). Hoewel de CPN aanvankelijk had opgeroepen tot dienstweigering, keerde de partij zich nu van hem af. Hermans verliet de Tweede Kamer en de CPN. Wel bleef hij tot 1962 onafhankelijk lid van de Vaalse gemeenteraad.
- Biografisch Portaal: 69169378
- Parlement.com: vg09ll1naifk